# Леонтьев, Прокофий Георгиевич
Прокофий Георгиевич Леонтьев (1870 год, Соль-Илецк, Оренбургская губерния — 1935 год) — рабочий-откатчик Соль-Илецких соляных промыслов. Герой Труда.

## Биография
Родился в 1870 году в рабочей семье в Соль-Илецке. С 1887 года — чернорабочий, вагонщик, разбойщик и долбильщик, рабочий по очистке солерудных мест, откидчик на соляном промысле в Соль-Илецке (позднее — «Илецксоль»). В 1905 году участвовал в забастовке. В 1918 году служил в Красной Армии.
2 июля 1928 года по ходатайству Оренбургского губернского Совета профессиональных союзов представлен к соисканию звания «Герой Труда».
Решением Президиума Всероссийского Центрального Исполнительного Комитета удостоен звания Герой Труда:

Гр. Прокофию Георгиевичу Леонтьеву
Президиум Всероссийского Центрального Исполнительного Комитета, отмечая Вашу выдающуюся и исключительно полезную деятельность в социалистическом строительстве, выразившуюся в том, что Вы, работая на руднике Илецкого государственного соляного треста, выполняли с опасностью для жизни ряд серьёзных горных работ, требовавших особого умения и искусства, а также, учитывая Ваш долголетний трудовой стаж, награждает Вас званием Героя Труда.
Председатель Всероссийского Центрального Исполнительного Комитета М. Калинин
И.О. Секретаря Всероссийского Центрального Исполнительного Комитета Н. Новиков